# Afkondigingsblad van Aruba
Das Afkondigingsblad van Aruba (AB) ist ein amtliches Mitteilungsblatt, das die im Gesetz (Aruban Recht) vorgeschriebenen amtlichen Mitteilungen für die Bevölkerung auf der Insel Aruba verbreitet.

## Beschreibung
Im Afkondigingsblad Aruba werden alle Gesetzesänderungen und Entscheidungen veröffentlicht. Der Art. 83 ERNA (Regulashon Insular delas Antias Hulandes) schreibt vor, dass die Angelegenheiten der Inselverordnung, allgemeine Maßnahmen, Gesetzesänderungen mit Angaben von Übergangsregelung öffentlich verbreitet werden müssen. Zum ersten Mal erschien die AB Aruba 1951.  

## Internet
Seit 2013 ist das Afkondigingsblad van Aruba auch im Internet abrufbar. Die Ausgaben erscheinen jeweils mit der Jahresangabe, gefolgt von der laufenden Ausgabennummer. Beispiel: AB2014no.39. Im Jahre 2013 erschienen 97 gedruckte Ausgaben, die Seitenanzahl ist unterschiedlich.